# Indira Nagar, Bidar
Indira Nagar là một làng thuộc tehsil Bidar, huyện Bidar, bang Karnataka, Ấn Độ.